# Estnischer Schriftstellerverband
Der Estnische Schriftstellerverband (estnisch Eesti Kirjanike Liit, abgekürzt EKL) ist die Vereinigung der estnischen Schriftsteller, literarischen Übersetzer und Literaturkritiker.

## Geschichte
Der Estnische Schriftstellerverband wurde am 8. Oktober 1922 unter dem Namen Eesti Kirjanikkude Liit auf dem III. Kongress der estnischen Schriftsteller im Rathaus von Tallinn gegründet. In Tallinn nahm er auch seinen ersten Sitz, 1927 verlegte er ihn nach Tartu. Am 27. April 1923 begann der Verband mit der Herausgabe der Monatszeitschrift Looming, die bis heute eine der wichtigsten Literaturzeitschriften Estlands ist.
Mit der sowjetischen Besetzung Estlands wurde der Estnische Schriftstellerverband am 19. Oktober 1940 von den Besatzungsbehörden für aufgelöst erklärt. An seine Stelle trat der "Sowjetische Schriftstellerverband Estlands" (Eesti Nõukogude Kirjanike Liit), der am 8./9. Oktober 1943 in Moskau ins Leben gerufen wurde. Ab 1958 hieß er "Schriftstellerverband der Estnischen SSR" (Eesti NSV Kirjanike Liit) und war bis zum Ende der Sowjetunion aktiv.
Während der deutschen Besetzung Estlands von 1941 bis 1944 setzte der ursprüngliche Estnische Schriftstellerverband inoffiziell seine Arbeit fort. 1945 wurde in Stockholm der "Estnische Auslandsverband der Schriftsteller" (Välismaine Eesti Kirjanike Liit) als Organisation der im Exil lebenden estnischen Schriftsteller gegründet. Er verstand sich als Gegenorganisation der von den Kommunisten gleichgeschalteten und unter Zensur gestellten Literaturszene in Estland in der Zeit der Sowjetunion.
Mit der Wiederherstellung der Meinungs- und Pressefreiheit in Estland und der Wiedererlangung der estnischen Unabhängigkeit nannte sich der Verein in Estland 1991 wieder Estnischer Schriftstellerverband. Der Auslandsverband trat ihm im Oktober 2000 vollständig bei und löste sich auf.
Gegenwärtig hat der Estnische Schriftstellerverband 348 Mitglieder (Stand: März 2024) und vertritt Schriftsteller, literarische Übersetzer, Literaturkritiker und Wissenschaftler. Sein Sitz befindet sich in der Altstadt von Tallinn, eine Außenstelle ist in Tartu. Dem Estnischen Schriftstellerverband gehört auch ein Sommerhaus in Käsmu an der Ostsee, das regelmäßig in- und ausländischen Schriftstellern und Übersetzern zur Verfügung gestellt wird.

## Vorsitzende

### Estnischer Schriftstellerverband
- 1922–1923 Friedebert Tuglas
- 1923–1924 Karl Rumor-Ast
- 1924–1925 Eduard Hubel
- 1925–1927 Friedebert Tuglas
- 1927–1929 Henrik Visnapuu
- 1929–1930 Friedebert Tuglas
- 1930–1936 Eduard Hubel
- 1937–1939 Friedebert Tuglas
- 1939–1940 August Jakobson
- 1941–1943 Albert Kivikas
- 1943–1944 Gustav Suits

### Estnischer Auslandsverband der Schriftsteller
- 1945–1982 August Mälk
- 1982–1999 Kalju Lepik
- 1999–2000 Enn Nõu

### Sowjetischer Schriftstellerverband Estlands bzw. Schriftstellerverband der Estnischen SSR
- 1943–1944 Johannes Vares-Barbarus
- 1944–1946 August Jakobson
- 1946–1950 Johannes Semper
- 1950–1954 August Jakobson
- 1954–1971 Juhan Smuul
- 1971–1976 Vladimir Beekman
- 1976–1983 Paul Kuusberg
- 1983–1991 Vladimir Beekman

### Estnischer Schriftstellerverband
- 1991–1995 Vladimir Beekman
- 1995–2004 Mati Sirkel
- 2004–2007 Jan Kaus
- 2007–2016 Karl Martin Sinijärv
- 2016–2024 Tiit Aleksejev
- seit 2024 Maarja Kangro